# Gymnocephalus acerina
Gymnocephalus acerina је зракоперка из реда Perciformes.

## Угроженост
Ова врста није угрожена, и наведена је као последња брига јер има широко распрострањење.

## Распрострањење
Ареал врсте је ограничен на мањи број држава. 
Врста има станиште у Белорусији, Русији, Украјини и Молдавији.

## Станиште
Станишта врсте су језера и језерски екосистеми, речни екосистеми и слатководна подручја. 
Врста је присутна на подручју Црног мора.